# 中央競馬ダイジェスト
中央競馬ダイジェスト（ちゅうおうけいばダイジェスト）
- フジテレビにて放送されている競馬のダイジェスト番組。
- KBS京都テレビ制作の番組。西日本地区の地方テレビ局で放映。
  - 以上2番組は本項で記述。
- 関西テレビ放送でもかつて（1980年代初めごろまで）これと同じ趣旨の番組を行っていた。主に毎週土曜日と日曜日のそれぞれ23時45分から24時までの15分間で放送されていたが、レース実況はGI競走(関西のGIも含む)や関東の重賞競走はビデオの再生で、関西の重賞や特別競走はフィルムで本番時の実況音声を被せて放送されていた。またストライキで開催不能になったり､土曜日が開催日でない場合には、この番組は競馬特集を組んでいた。なおテンポイントが死去した1978年3月5日(この日は日曜日)はメインレースの実況再生を取りやめて結果だけにしてテンポイントの追悼番組にしたり、福永洋一騎手が落馬事故で倒れた1979年3月4日(この日も日曜日)には冒頭でそのニュースを伝えて武田文吾調教師が記者会見した場面を映していた。その後1980年頃に24時30分前後の10分間に短縮され、しばらくして中止された。
- 新潟放送ラジオのハイライト番組。新潟競馬場で開催される場合は自社出し、それ以外はラジオNIKKEIからの裏送り。土曜・日曜の17:30 - 17:40で放送されていたが、2001年10月21日放送終了[1]。

『中央競馬ダイジェスト』（ちゅうおうけいばダイジェスト）とは中央競馬のレース結果と払戻金（配当）の情報を伝えるダイジェスト番組である。

## フジテレビの『中央競馬ダイジェスト』
1965年4月4日より放送を開始した。開始当初は日曜日のみ放送されていたが、同年の10月2日より土曜日も放送することになった。土曜日は放送開始当初、17時30分から15分間放送していたが、1968年4月より土曜日・日曜日とも深夜の放送に統一された（同年4月時点の放送時間は両日とも23時45分から20分間）。その後、土曜日のダイジェストは1998年4月12日（11日深夜）にスタートした『うまなりクン』に吸収され、それ以降は日曜日のみの放送となった（みんなのウマ倶楽部まではメインレースのハイライトは放送されていたが2010年に放送された『うまプロ!』以降は事前収録になったため、土曜日の結果については完全に触れなくなった）。

### 放送内容
各レースのゴール前の映像を背景に、競馬担当の男性アナウンサー（夏の福島競馬開催時は福島テレビのアナウンサーが、同新潟競馬開催時はNST新潟総合テレビのアナウンサー）がレースの概略を伝える。上位の着順と払戻金がテロップ表示される。
基本的に東日本主場（全レース）→西日本主場（特別レース）→第三場（メインレース）の順で放送する。一部のレースは実況付きで流す。
- GI競走開催日は当該レースを番組の最初にスタートからゴールまでノーカットで放送（ただし、天皇賞・春と菊花賞はレース途中をカットする）通常行われている結果・払戻金の表示に加え、勝利騎手インタビューや全着順も流す。
- GI以外の重賞レースも番組の最初にノーカットで放送する。重賞レースが2つ以上ある場合は基本的にレースの格が高いレース、同じ場合は東日本主場のレースが優先されるが当該レースの距離によっては2つともノーカットで流す場合もある。

### かつての出演者
- かつては競馬評論家が司会、アシスタントを実況アナウンサーが担当し、予想情報を提供していた。
  - 大橋巨泉(タレント 1970年代に司会)
  - 大川慶次郎
- 一時期女性をナビゲーターに起用していた。
  - 豊田綾乃（現TBSアナウンサー／大学時代に土曜ダイジェストに出演）
  - 栗栖ゆきな（当初は土曜日に出演したが、1998年4月以降は日曜日担当）
  - 吉野公佳（元『スーパー競馬』アシスタント／日曜日担当、1995年9月 - 1996年12月）
  - さとう珠緒（元『スーパー競馬』出演者／日曜日担当、1997年 - 1998年3月）
  - 榊原知子 (フリーアナウンサー。豊田綾乃、吉野公佳とほぼ同時期に出演。土曜日担当)
  - 濱田典子（当時フジテレビアナウンサー（現在は共同テレビジョン所属）。吉野の代打で数度担当した事がある）

### 放送時間・ネット局
ネット局はなく関東ローカル番組。月曜 2:00以降（日曜深夜）不定で10分。
- 1980年3月まではフジテレビ・及び関西テレビなどの一部基幹局においてはこの番組の後に（基本翌曜日の0:00-0:30、のち0:35まで）『プロ野球ニュース』を放送していたが、当番組をネットしていないその他の系列局（クロスネット局の一部除く）では23:40から裏送りで生放送され、フジテレビ・関西テレビなどではニアライブでの放送だった。
- 深夜時間帯に移転後の日曜版は1週間の最終番組となっており、終了後は月曜朝の『めざましテレビ全部見せ』の開始時刻まで『ディノスTHEストア』が連続で編成されるか、放送休止時間になる。また1997年3月9日深夜放送分は旧フジテレビ河田町社屋からの最後の番組だった。
- 以前は東日本地区日曜15時台の中継ネット局のほか、日本テレビ系列の青森放送でも一時期放送されていた。なお、北海道文化放送は札幌・函館、福島テレビは福島競馬場での開催時(主場扱いの夏開催時を含む。その際にフジテレビなどのネット局へ裏送りをしていたのかは不明)にダイジェストを自社制作していた（北海道文化放送は2005年12月26日に打ち切り、1972年の北海道文化放送開局前は札幌テレビで放送された）。また、かつて(1999年12月まで)ネットしていた新潟放送の新潟裏開催時(概ね5月)には、先に新潟のレース結果を放送し、そのあとでフジテレビ発に飛び乗る措置をとったことがある。
- 2003年12月29日（28日深夜）までは、放送時間は感動ファクトリー・すぽると!の終了直後であり、仙台放送[7]、福島テレビ[8]、新潟総合テレビ[9]、長野放送[9]、テレビ静岡[10]にもネットされたが、同日にネットが打ち切られた。さらに秋田テレビ[11]、さくらんぼテレビにもネットされたが、2003年3月31日（30日深夜）に打ち切られた[12]。2004年1月以降は北海道文化放送のみへのネットとなり、放送時間も月曜 2:00以降に繰り下げられた[13]。

### その他
- オープニングやタイトルロゴは、2010年4月時点では『スーパー競馬』のものを踏襲していた。2015年秋よりオープニングが一新された。
- 1988年・翌1989年のオープニングは天馬が夜空から階段を駆け下り、その後画面中央に引っ込んだ後夜空をバックに「中央競馬ダイジェスト」という題名を出すというものだった。この時のオープニングテーマは、「フジテレビ・スポーツテーマ」（作曲：新田一郎）のスローバージョンを使用した。この時期のレース結果BGMはSeventh Avenueの「Love's Gone Mad」。
- 1990年・1991年のオープニングはセピアカラーでのレース映像に、カラーでの牧場での競走馬の風景を絡ませたタイトル。「中央競馬」のロゴは馬に似せていた。この時のオープニングテーマは、かつて日本テレビで放送されたアニメ『魔動王グランゾート』の主題歌「光の戦士たち」（作曲：タケカワユキヒデ、編曲：山本健司）を流用していた。ただし、一部ネット局は先代オープニングを引き続き使用していた。この時期のレース結果BGMはSuperloveの「How Deep is Your Love」。
- 1993年から翌95年(5月の東京開催頃まで)の全レース結果、払い戻し紹介のBGMはSimoneの「Hey Fellas」を使用。
- 同年5月 - 夏頃の全レース結果、払い戻し紹介のBGMはMALTAの「EMISSION」を使用。
- 同年秋 - 97年頃の全レース結果、払い戻し紹介のBGMはゲーム「パンツァードラグーン」のオリジナルサウンドトラック「Sudden Change ～BOSS 1」を使用。
- 1998年夏頃までの全レース結果、払い戻し紹介のBGMは高中正義の「KOREYA!」を使用。
- 同年秋頃からの全レース結果、払い戻し紹介のBGMはKONAMIのゲームミュージックアレンジアルバム「Perfect Selection Konami Shooting Battle」の「A-JAX」を使用。
- 2000年代前半の全レース結果、払い戻し紹介のBGMはドラマ「西遊記」のオリジナルサウンドトラック「The Birth of Legend ～伝説誕生～」を使用。
- 2000年代後半からの払い戻し画面のBGMにはカシオペアの「GLOWING」を使用している。
- エンディングには次週日曜日の予告編の字幕（主なメインレース）を表示していた。
- 各局でテロップが統一される前まで、夏の福島競馬開催時は福島テレビ、同新潟開催時は新潟放送の放送コーダをそれぞれ使用していた。

## KBS京都の『中央競馬ダイジェスト』
毎週土曜日は15分、日曜日は30分で放送されていた。スタート当初は10分番組だったがその後15分→30分と時間を拡大。2003年から土曜日に関しては15分に戻した（長崎国際テレビは土・日とも15分番組）。番組はKBS京都のアナウンサーによるレース実況（主としてゴール前の攻防を中心に。土曜日の障害戦は特別競走となる場合以外割愛。日曜日のメインレース（2場開催で場合によっては準メインレースも）はノーカット）と配当金の紹介。毎週日曜日は事実上の予告編として、翌週の重賞レースの出走登録馬紹介を、競馬ブックのトラックマンの展望解説入りで紹介していた（夏季除く）。
なお実況映像は土曜日は中継を相互に配信するネット局から提供されたもの、日曜はKBS京都中継（関西主場）分以外は日本中央競馬会公式映像（音源提供はラジオNIKKEI）から引用する（但しフジテレビ系列で特別な事情で競馬中継ができなかった場合は、土曜日と同じ形式で放送されたことがある）
さらに、京都新聞杯（～1999年）及びファンタジーステークス（2000年～2009年）の開催日はKBS京都のみ完全中継する関係で、関東UHF各局の中央競馬ワイド中継用のVTRを使ったこともある(実例・1997年府中牝馬ステークス)。関西主場分以外はメインレース以外は配当金の紹介（特別レース以外は早見表の形式馬連、馬単、三連複、三連単のみ）のみ放送された（但し夏場の新馬戦、東西2場での開催日は一部例外あり）。
なお中継が2008年からハイビジョン制作となったがダイジェストは当面4:3ダウンコンバートとなり両サイドには黒バック（放送休止時の画像と同じ）の幕が出る（額縁放送）状態になっていたが、2009年4月25日の第3回京都競馬開催から一部開催日で本来の16:9ハイビジョン制作になった。そして2010年7月3日から完全ハイビジョン制作となり、NTSCもレターボックス16:9サイズでの放送となった（アナログが同7月5日早朝以後、全面的にデジタル移行のための完全レターボックスになるため）。
2011年からは『BSイレブン競馬中継』を開始するに伴いダイジェスト番組『うまナビ!イレブン』も開始するため、当番組は12月26日をもって終了した（最終回についての説明は特になかった）。

### ナレーション
森田恵美子（?～2010年12月26日）

### ネット局
近畿の独立県域放送以外は、土曜日の中継のネット局と異なる放送局が放送する地区（岡山県・香川県地区、広島県、長崎県）がある。
| 放送局            | 土曜日放送時間 | 日曜日放送時間 | KBS土曜競馬放送 | KBS日曜競馬放送 |
| ----------------- | -------------- | -------------- | --------------- | --------------- |
| KBS京都（制作局） | 23:00-23:15    | 23:00-23:30    | 制作局          | 制作局          |
| 奈良テレビ放送    | 23:00-23:15    | 22:54-23:24    | ○               | ○               |
| サンテレビジョン  | 23:00-23:15    | 23:30-24:00    | ○               | ○               |
| 西日本放送※2      | 25:50-26:05    | 24:55-25:25    | ×               | ×               |
| 広島テレビ放送    | 25:45-26:00    | （放送なし）   | ×               | ×               |
| 広島ホームテレビ  | （放送なし）   | 25:30-26:00    | ○               | ×               |
| TVQ九州放送※3     | 25:10-25:25    | 24:35-25:05    | ○               | ×               |
| 長崎国際テレビ※4  | 24:55-25:10    | 24:55-25:10    | ×               | ×               |

※1　変則開催日（ハッピーマンデー制度に伴う1月（成人の日）、9月（敬老の日）の変則開催、その他天候不良などによる代替開催）が生じた場合は別途定める。
※2　レースの中継はテレビせとうちが土曜日のみ放送する。
※3　開局前は九州朝日放送で放送されていた。
※4　レースの中継は長崎文化放送が土曜日のみ不定期放送する。
過去
表内の放送時間は終了時のもの、変遷があれば脚注で記載。
| 放送局                   | 土曜日放送時間 | 日曜日放送時間 | KBS土曜競馬放送 | KBS日曜競馬放送 | 放送期間           |
| ------------------------ | -------------- | -------------- | --------------- | --------------- | ------------------ |
| テレビ愛知※1             | 24:55-25:15    | 25:05-25:22    | ○               | ×               | ●年●月 - 2010年3月 |
| 日本海テレビジョン放送※2 | 25:25-25:40    | 24:55-25:25    | ×               | ×               | ? - 2010年12月     |

※1　テレビ愛知開局前は中京テレビで放送されていた。
※2　レースの中継は山陰放送が土曜日のみ原則毎週放送している。

### 備考
- 1990年代の一時期、番組内BGMとして『黄昏で見えない』（THE SQUAREのアルバム「うち水にRainbowより」）が使われていた。